# あまのがみだい
あまのがみだいは、日本の男性漫画家。大阪府枚方市出身。東京都練馬区在住。宝塚大学（旧名：宝塚造形芸術大学）出身。個人サークル「D-heaven」で同人活動も行っている。
自身の漫画の作中に出てくるデザインそのままの痛車に乗っている。

## 作品リスト
- 痛車娘。（E☆2コミックス、既刊3巻、連載中）
- エロエロ大作戦〜アナタの事が死ぬほど好き!〜 （MDコミックスNEO 61、2009年9月26日）
- 誇大妄想淫乱娘（XOコミックス、2006年9月1日）